# 天王星的卫星

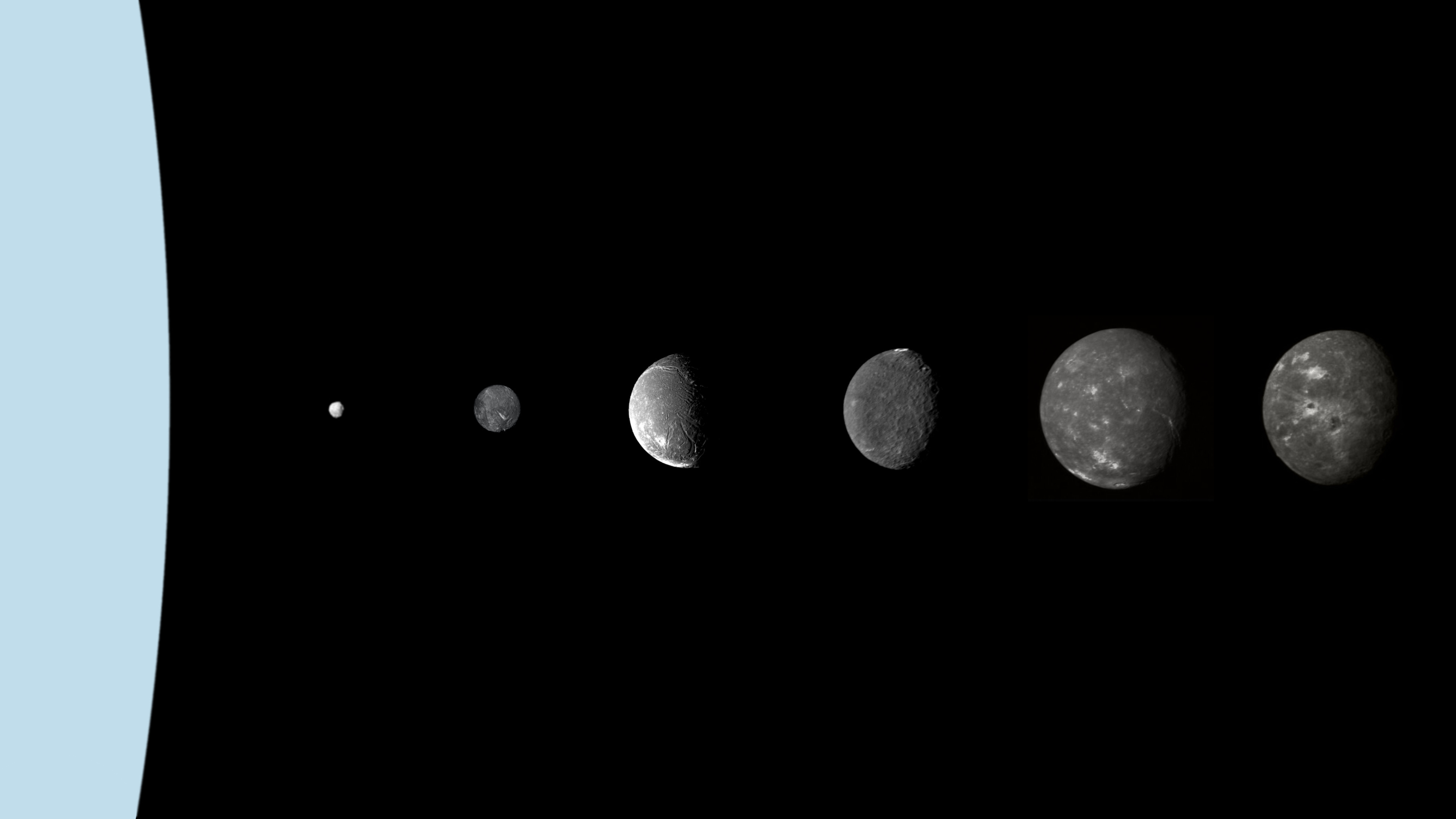
天王星及其最大的6颗卫星的相对大小和位置。从左至右分别为：天王星、天卫十五、天卫五、天卫一、天卫二、天卫三和天卫四

天王星是太阳系的第7颗行星，截至2024年2月，人类一共发现28颗天王星的卫星，所有卫星均以威廉·莎士比亚或亚历山大·蒲柏著作中的角色命名。威廉·赫歇尔于1787年发现了天卫三和天卫四两颗卫星，另外3颗近球体卫星中的天卫一和天卫二是于1851年由威廉·拉塞尔发现，天卫五则是在1948年由杰拉德·柯伊伯发现。这5颗卫星都拥有行星质量，一旦脱离天王星轨道，直接围绕太阳运行，就可以归类成矮行星。其它22颗卫星都是在1985年以后发现的，部分来自旅行者2号的发现，还有部分是先进地面望远镜的功劳。
天王星的卫星可以分成三类：13个内卫星，5颗主群卫星和9颗不规则卫星。内卫星是暗黑色的小天体，与天王星环的性质和源起相同。5颗主群卫星的质量都大到足以实现流体静力平衡，其中4颗卫星的地表有迹象显示内部有驱动形成峡谷和火山喷发等的地质活动。5颗主群卫星中最大的是天卫三，其直径有1578公里，是太阳系的第8大卫星，质量相当于月球的5%。天王星的不规则卫星大部分都以逆行轨道运行，轨道的离心率和倾角都很高，距离天王星很远。

## 发现
发现天王星6年后，威廉·赫歇尔爵士于1787年1月11日发现了天卫三和天卫四，这也是人类最早发现的天王星卫星。之后，赫歇尔认为自己已经发现了多达6颗卫星，还有可能发现了一个行星环。在近50年的时间里，只有他的仪器能够观测到这些卫星。到了19世纪40年代，观测仪器的改进以及天王星在天空中更佳的观测位置使得人类得以偶尔发现除天卫三和天卫四外其它天王星卫星的踪影。1851年，威廉·拉塞尔发现了天卫一和天卫二。在相当长的一段时间里，天王星卫星的罗马数字编号方案都没能稳定下来，赫歇尔把天卫三和天卫四分别以罗马数字和编号，而拉塞尔则将这两颗卫星分别编号为和），人们在究竟采用谁的方案上犹豫不决。一直到天卫一和天卫二的存在确定，拉塞尔将4颗卫星根据与天王星的距离从近到远按到编号，这个问题才得到了解决。1852年，赫歇尔爵士的儿子约翰·赫歇尔为当时已知的这4颗卫星起了名。
之后近一个世纪的时间里，人类都没能发现天王星拥有其它卫星。1948年，杰拉德·柯伊伯在麦克唐纳天文台发现了天卫五，这也是五大主群卫星中发现时间最晚、并且质量最小的一颗。数十年后，旅行者2号太空探测器于1986年1月从天王星附近掠过，发现了另外10颗内卫星。此外还有一颗天卫二十五则要到1999年人类重新对旅行者2号拍摄的老照片进行研究后才被发现。
天王星在很长一段时间里都是最后一颗没有任何已知不规则卫星的气体巨行星，这种情况一直持续到1997年，人类用地面望远镜发现9颗距离遥远的不规则卫星时止。2003年，人类通过哈勃空间望远镜发现了另外两颗内卫星，分别是天卫二十七和天卫二十六。天卫二十三是截至2012年人类发现的最后一颗天王星卫星，其详细信息于2003年10月公布。

### 不存在的卫星
1787年发现天卫三和天卫四后，赫歇尔认为自己又发现了另外4颗卫星，其中1790年1月18日和2月9日各发现一颗，1794年2月28日和3月26日各发现一颗。人们由此在之后几十年的时间里普遍认为天王星拥有6颗卫星组成的卫星系统，但之后发现的这4颗卫星始终未能得到其他天文学家的确认。拉塞尔于1851年发现了天卫一和天卫二，但这仍然无法证实赫歇尔的发现，因为天卫一和天卫二的轨道特性与赫歇尔记录的4颗卫星都存在差异，并且赫歇尔当年如果能在天卫三和天卫四旁边发现其他任何卫星的话，他也一定会发现天卫一和天卫二。赫歇尔声称发现的4颗卫星的轨道周期分别是5.89天（在天卫三以内）、10.96天（位于天卫三和天卫四之间）、38.08天和107.69天（处在天卫四以外）。由此天文学界达成共识，赫歇尔之后声称发现的4颗卫星并不存在，估计他是把天王星附近光芒黯淡的恒星误以为是卫星，因此发现天卫一和天卫二就属于拉塞尔的功劳。

## 命名
1851年，已经发现的天王星卫星达到4颗，这4颗均在1852年获得命名。作为天王星发现者的儿子，约翰·赫歇尔获得了为这些卫星命名的荣誉。约翰并没有像其他行星的命名方式那样采用希腊神话中的名称，而是选择了英语文学中的魔法角色：天卫三的名字和天卫四的名字都是来自威廉·莎士比亚喜剧《仲夏夜之梦》中的仙女，天卫一的和天卫二的则源于亚历山大·蒲柏的《夺发记》（The Rape of the Lock），并且还是莎士比亚剧作《暴风雨》中的精灵。用这些精灵来命名可能是出于对天王星（Uranus）作为天空和空气之神的考量，其周围理应有天上精灵和仙女的守护。
之后发现的卫星没有继续按天空中的精灵这一趋势来命名，只有天卫十五（Puck）和天卫二十六（Mab）例外。1949年，第5颗卫星天卫五是由发现人杰拉德·柯伊伯命名，他选择的是《暴风雨》中的凡人角色“米兰达”（Miranda）。目前，國際天文聯會在给天王星卫星命名时的实际做法是选择莎士比亚戏剧和《夺发记》中的人名。起初，所有外圈卫星的名字都是源于《暴风雨》，一直到为天卫二十三命名时止，其名称“玛格丽特”（Margaret）源于《无事生非》。
- 《夺发记》（亚历山大·蒲柏）：
  - 天卫一（Ariel）、天卫二（Umbriel）、天卫十四（Belinda）
- 威廉·莎士比亚戏剧：

天王星卫星的质量对比。其中下方的紫色代表天卫三，左边的浅蓝色代表天卫四，右边的红色代表天卫一，绿色代表天卫二，正上方的少量蓝色部分代表天卫五。除去这5颗卫星外，其它所有卫星的总和是最上方的少量橙色部分，占总质量不到0.1%，在缩略图下几乎无法辨别

  - 《仲夏夜之梦》：天卫三（Titania）、天卫四（Oberon）、天卫十五（Puck）
  - 《暴风雨》：天卫一（Ariel）、天卫五（Miranda）、天卫十六（Caliban）、天卫十七（Sycorax）、天卫十八（Prospero）、天卫十九（Setebos）、天卫二十（Stephano）、天卫二十一（Trinculo）、天卫二十二（Francisco）、天卫二十四（Ferdinand）
  - 《李尔王》：天卫六（Cordelia）
  - 《哈姆雷特》：天卫七（Ophelia）
  - 《驯悍记》：天卫八（Bianca）
  - 《特洛伊罗斯与克瑞西达》：天卫九（Cressida）
  - 《奥赛罗》：天卫十（Desdemona）
  - 《罗密欧与朱丽叶》：天卫十一（Juliet）、天卫二十六（Mab）
  - 《威尼斯商人》：天卫十二（Portia）
  - 《皆大欢喜》：天卫十三（Rosalind）
  - 《无事生非》：天卫二十三（Margaret）
  - 《冬天的故事》：天卫二十五（Perdita）
  - 《雅典的泰门》：天卫二十七（Cupid）

有一些小行星的名称和天王星的卫星相同：小行星171（Ophelia）、歌女星（Bianca）、小行星593（Titania）、小行星666（Desdemona）、和小行星2758（Cordelia）。

## 特征和卫星群

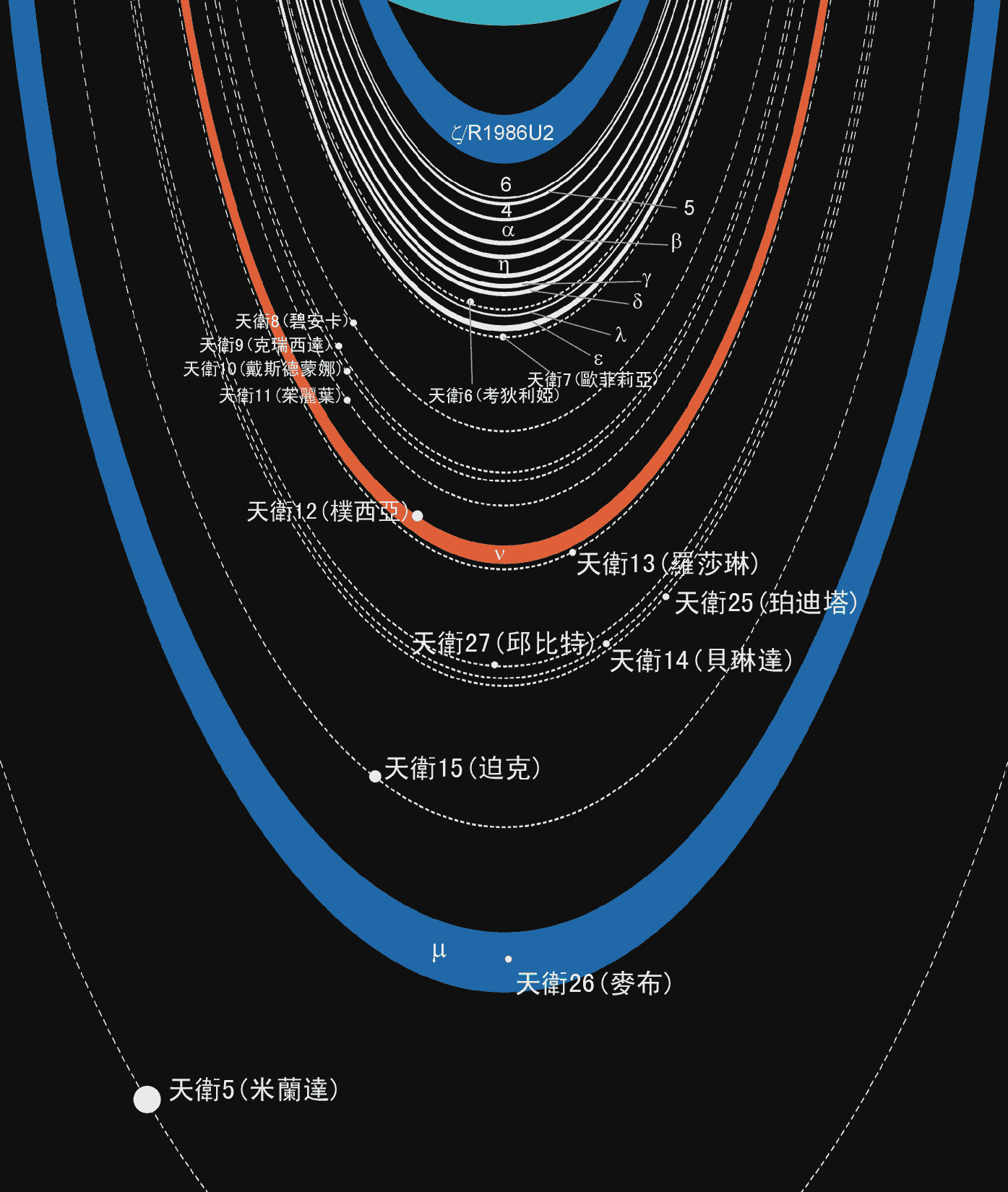
天王星卫星环系统示意图

天王星的卫星系统在所有气体巨行星中是质量最小的一个，5颗最大卫星的质量总和也不到海卫一的一半，而海卫一的质量在太阳系所有卫星中也只能排到第7位。天王星最大的卫星是天卫三，半径约为788.9公里，不到月球的一半，但略大于土星第二大卫星土卫五，因此天卫三也就成为太阳系中的第八大卫星。天王星的质量则相当于其所有卫星总和的1万倍。

### 内卫星
截至2013年，天王星已知拥有13颗内卫星，这些卫星的轨道都位于天卫五的内侧。所有内卫星都和天王星环有紧密联系，这个环本身可能就是由一或多个内层卫星的碎片组成。天卫六和天卫七是最靠近天王星的两颗卫星，并且也是天王星环中ε环的牧羊人卫星，而天卫二十六则是最外侧μ环的来源。
天卫十五的直径有162公里，是天王星最大的内卫星，也是唯一一个由旅行者2号拍下清晰照片的内卫星。天卫十五和天卫二十六是距离天王星最远的内卫星。所有的内卫星都是暗天体，其几何反照率不超过10%。这些卫星是由沾染有黑暗物质的冰组成，这些黑暗物质有可能是经受过辐射的有机物。
质量较小的内卫星之间经常会出现摄动，整个卫星系统情况混乱，并且显然很不稳定。模拟结果表明，这些卫星可能会因彼此间的摄动引起轨道交叉，最终导致卫星相撞。未来1亿年内，天卫十有可能会与天卫九或天卫十一相撞。

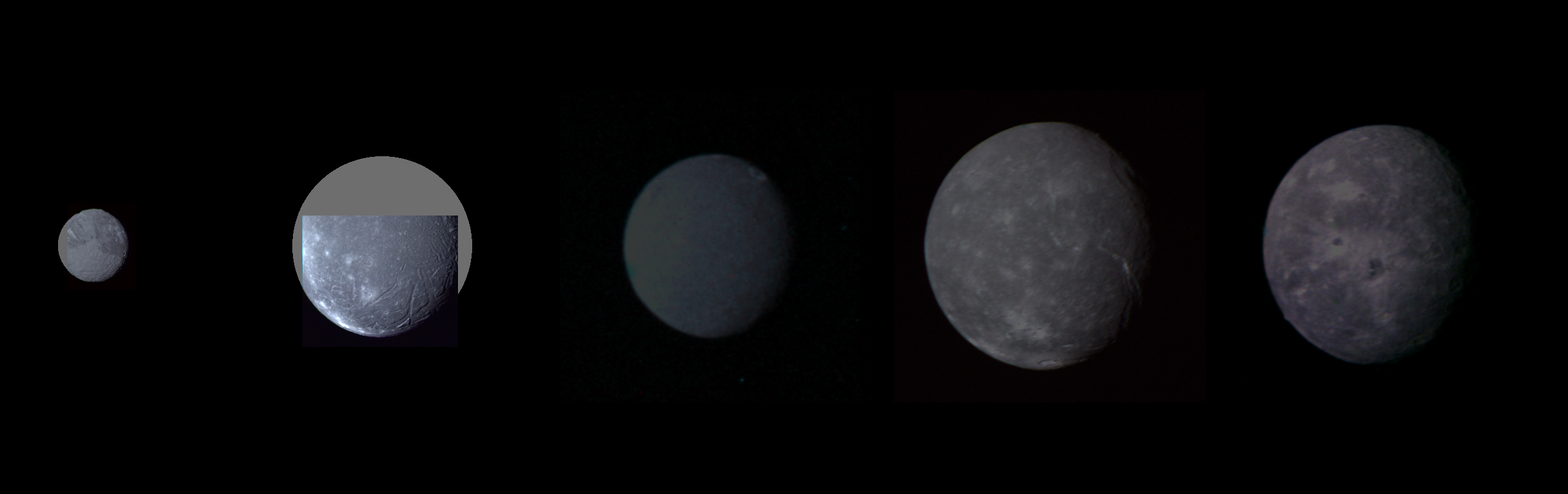
天王星最大的5颗卫星尺寸和亮度的对比，从左至右（按与天王星的距离从近到远排列）分别为：天卫五、天卫一、天卫二、天卫三和天卫四

### 主群卫星
天王星拥有5颗主群卫星，按与天王星的距离从近到远排列分别是：天卫五、天卫一、天卫二、天卫三和天卫四。其中天卫五直径最小，为472千米，天卫三最大，有1578公里。这5颗卫星相对而言都是暗天体，其几何反照率范围在30%至50%之间，而球面反照率则在10%到23%之间。天卫二是其中最黑暗的一颗卫星，天卫一则是最亮的一颗。5颗卫星的质量中也是天卫五最小，为6.7 × 1019千克，天卫三则以3.5 × 1021千克再度领跑，作为参照，月亮的质量约为7.5 × 1022千克。现代科学对于天王星五大主群卫星的形成有两种不同看法，一种是在吸积盘中形成，这个吸积盘形成后还在天王星周围存在了一段时间；另一种可能则是天王星存在早期受到过强烈的冲撞，进而形成了这5颗卫星。

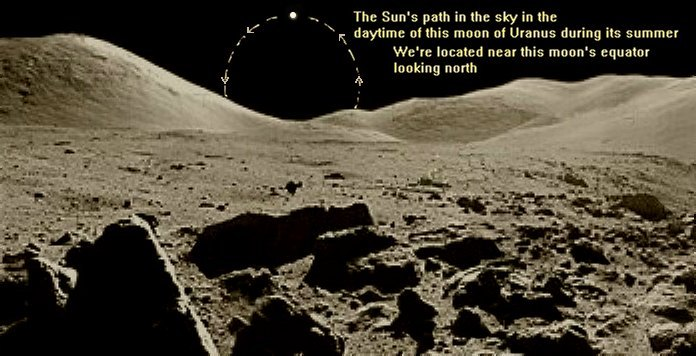
天王星某一颗主群卫星夏季天空中太阳移动的路径艺术想像图，假设这颗卫星与天王星的轴线倾角一致

天卫五主要由冰构成，另外4颗主群卫星中的岩石和冰含量基本相同。冰的成分有可能包括氨和二氧化碳。所有主群卫星的表面都布满了陨石坑，并且除天卫二以外的4颗卫星都表现出因内部力量导致表面地形重塑的迹象，例如天卫五的表面就存在卵形的冕状物结构。这些冕状物很可能是因地表以下的热物质上涌而形成。天卫一表面的陨石坑最少，看起来最为年轻，天卫二上的陨石坑最多。天卫五和天卫二之间存在3:1的轨道共振，天卫一和天卫三之间也有4:1的轨道共振，科学家估计正是这些共振导致天卫五和天卫一的热活动频繁，进而产生大量内源性地质活动。天卫五距离天王星的距离非常近，但其轨道倾角却异常之高，有4.34°，这有可能正是因过去存在的轨道共振导致。天王星最大的卫星内部可能存在差异，其核心可能是由岩石构成，周围由冰质地幔环绕。天卫三和天卫四的核心和地幔边界处可能存在液态水构成的海洋。天王星的主群卫星都是没有空气的天体，例如天卫三所拥有的大气层气压就不超过10至20纳巴。

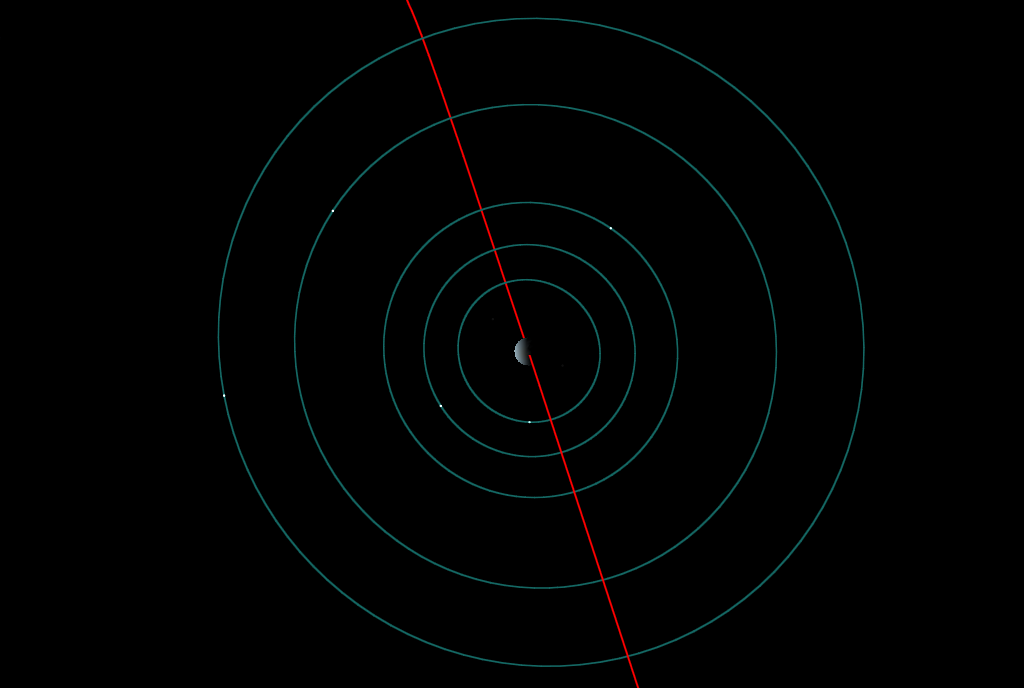
天王星五大主群卫星的运行轨道（绿色）

天王星及其主群卫星夏至时（指相应星球上的夏至日）太阳在天空中的移动路径与太阳系内其他大部分行星和卫星存在很大不同。主群卫星的转轴倾角几乎和天王星完全相同。太阳将在天空中以圆形路径围绕天王星的天级移动，最近时距天极的位置还差7度。接近赤道时，太阳的位置近于正北或正南（视季节而定）。如果所处位置纬度高于7°，那么太阳将在天空中以直径接近15度的圆形轨迹移动，并且永远都不会出现日落。

上图描述的是天王星不规则卫星的轨道。黄色线条是近心点到远心点的位置和距离，线条与Y轴的倾角代表轨道离心率。X轴上方是顺行卫星，下方是逆行卫星，其上的数字单位是Gm，其下的百分数则是占希尔球半径的比例

### 不规则卫星
天王星已知拥有9颗不规则卫星，这些卫星距行星的距离要远大于天卫四。所有的不规则卫星都很可能是在天王星形成后不久捕获的天体。左侧的图表标明了已发现不规则卫星的轨道。轴上方是顺行卫星，下方是逆行卫星。天王星的希尔球约为7300万千米。
天王星的不规则卫星中最小的是天卫二十一，直径仅18千米，最大的天卫十七则有150千米。与木星的不规则卫星不同，天王星不规则卫星的自转轴线和轨道倾角之间没有关联。这些逆行卫星可以根据自转轴或轨道离心率分成两组。比较接近天王星的一组（a<0.15rH）分别是天卫二十二、天卫十六、天卫二十和天卫二十一，其轨道离心率约在中等水平（约为0.2）。另一组距天王星距离更远（a>0.15rH），轨道离心率也更大（约0.5），分别是天卫十七、天卫十八、天卫十九和天卫二十四。
由于古在机制的影响，60°到140°的中等轨道倾角范围内没有已知卫星的存在。在这个不稳定的区域里，卫星到达远心点时会受太阳摄动的影响形成离心率很大的轨道，导致同其它卫星相撞或是被抛出天王星系。这个区域内如果存在卫星，其寿命大概会在1千万至10亿年之间。
天卫二十三是天王星已知的唯一一颗不规则顺行卫星，目前这颗卫星的轨道离心率之高超过太阳系的其它任何卫星，不过海王星的卫星海卫二拥有更高的平均轨道离心率。2008年时，天卫二十三的轨道离心率为0.7979。

## 列表
| 内卫星 | † 主群卫星 | ‡ 不规则卫星（逆行） | ° 不规则卫星（顺行） |

以下列表中列出了天王星的所有已知卫星，默认按轨道周期从短到长排列。所有质量大到其表面足以坍缩形成类球面的卫星会以浅蓝背景色标出，并且其名称会用加粗字体显示。逆行不规则卫星则用以深灰色显示。天卫二十三是天王星已知唯一拥有顺行轨道的不规则卫星中，在下表中以浅灰色显示。
| 顺序 | 发现顺序 | 名称         | 原名 （发音）      | 图像 | 尺寸 （km）                 | 质量 （×1018 kg） | 半长轴 （km） | 轨道周期 （天） | 轨道倾角 （°） | 离心率  | 发现年份 | 发现者               |
| ---- | -------- | ------------ | ------------------ | ---- | --------------------------- | ----------------- | ------------- | --------------- | -------------- | ------- | -------- | -------------------- |
| 1    | VI       | 天卫六       | （/kɔːrˈdiːliə/）  |      | 40 ± 6 (50 × 36)            | 0.044             | 49770         | 0.335034        | 0.08479°       | 0.00026 | 1986     | 特里尔 （旅行者2号） |
| 2    | VII      | 天卫七       | （/oʊˈfiːliə/）    |      | 43 ± 8 (54 × 38)            | 0.053             | 53790         | 0.376400        | 0.1036°        | 0.00992 | 1986     | 特里尔 （旅行者2号） |
| 3    | VIII     | 天卫八       | （/biˈɑːŋkə/）     |      | 51 ± 4 (64 × 46)            | 0.092             | 59170         | 0.434579        | 0.193°         | 0.00092 | 1986     | 史密斯 （旅行者2号） |
| 4    | IX       | 天卫九       | （/ˈkrɛsədə/）     |      | 80 ± 4 (92 × 74)            | 0.34              | 61780         | 0.463570        | 0.006°         | 0.00036 | 1986     | 赛诺特 （旅行者2号） |
| 5    | X        | 天卫十       | （/ˌdɛzdəˈmoʊnə/） |      | 64 ± 8 (90 × 54)            | 0.18              | 62680         | 0.473650        | 0.11125°       | 0.00013 | 1986     | 赛诺特 （旅行者2号） |
| 6    | XI       | 天卫十一     | （/ˈdʒuːliət/）    |      | 94 ± 8 (150 × 74)           | 0.56              | 64350         | 0.493065        | 0.065°         | 0.00066 | 1986     | 赛诺特 （旅行者2号） |
| 7    | XII      | 天卫十二     | （/ˈpɔːrʃə/）      |      | 135 ± 8 (156 × 126)         | 1.70              | 66090         | 0.513196        | 0.059°         | 0.00005 | 1986     | 赛诺特 （旅行者2号） |
| 8    | XIII     | 天卫十三     | （/ˈrɒzələnd/）    |      | 72 ± 12                     | 0.25              | 69940         | 0.558460        | 0.279°         | 0.00011 | 1986     | 赛诺特 （旅行者2号） |
| 9    | XXVII    | 天卫二十七   | （/ˈkjuːpəd/）     |      | ≈ 18                        | 0.0038            | 74800         | 0.618           | 0.1°           | 0.0013  | 2003     | 肖沃尔特和 利斯奥尔  |
| 10   | XIV      | 天卫十四     | （/bəˈlɪndə/）     |      | 90 ± 16 (128 × 64)          | 0.49              | 75260         | 0.623527        | 0.031°         | 0.00007 | 1986     | 赛诺特 （旅行者2号） |
| 11   | XXV      | 天卫二十五   | （/ˈpɜːrdətə/）    |      | 30 ± 6                      | 0.018             | 76400         | 0.638           | 0.0°           | 0.0012  | 1999     | 卡考斯卡 (旅行者2号) |
| 12   | XV       | 天卫十五     | （/ˈpʌk/）         |      | 162 ± 4                     | 2.90              | 86010         | 0.761833        | 0.3192°        | 0.00012 | 1985     | 赛诺特 （旅行者2号） |
| 13   | XXVI     | 天卫二十六   | （/ˈmæb/）         |      | ≈ 25                        | 0.01              | 97700         | 0.923           | 0.1335°        | 0.0025  | 2003     | 肖沃尔特和 利斯奥尔  |
| 14   | V        | †天卫五      | （/məˈrændə/）     |      | 471.6 ± 1.4 (481×468×466)   | 65.9±7.5          | 129390        | 1.413479        | 4.232°         | 0.0013  | 1948     | 柯伊伯               |
| 15   | I        | †天卫一      | （/ˈɛəriɛl/）      |      | 1157.8±1.2 (1162×1156×1155) | 1353±120          | 191020        | 2.520379        | 0.260°         | 0.0012  | 1851     | 拉塞尔               |
| 16   | II       | †天卫二      | （/ˈʌmbriəl/）     |      | 1169.4±5.6                  | 1172±135          | 266300        | 4.144177        | 0.205°         | 0.0039  | 1851     | 拉塞尔               |
| 17   | III      | †天卫三      | （/təˈtɑːniə/）    |      | 1576.8±1.2                  | 3527±90           | 435910        | 8.705872        | 0.340°         | 0.0011  | 1787     | 赫歇尔               |
| 18   | IV       | †天卫四      | （/ˈoʊbərɒn/）     |      | 1522.8±5.2                  | 3014±75           | 583520        | 13.463239       | 0.058°         | 0.0014  | 1787     | 赫歇尔               |
| 19   | XXII     | ‡天卫二十二  | （/frænˈsɪskoʊ/）  |      | ≈ 22                        | 0.0072            | 4276000       | −266.56         | 147.459°       | 0.1459  | 2003     | 霍尔曼等人           |
| 20   | XVI      | ‡天卫十六    | （/ˈkælɪbæn/）     |      | ≈ 72                        | 0.25              | 7230000       | −579.50         | 139.885°       | 0.1587  | 1997     | 格莱德曼等人         |
| 21   | XX       | ‡天卫二十    | （/ˈstɛfənoʊ/）    |      | ≈ 32                        | 0.022             | 8002000       | −676.50         | 141.873°       | 0.2292  | 1999     | 格莱德曼等人         |
| 22   | XXI      | ‡天卫二十一  | （/ˈtrɪŋkjʊloʊ/）  |      | ≈ 18                        | 0.0039            | 8571000       | −758.10         | 166.252°       | 0.2200  | 2001     | 霍尔曼等人           |
| 23   | XVII     | ‡天卫十七    | （/ˈsɪkəræks/）    |      | ≈ 150                       | 2.30              | 12179000      | −1283.4         | 152.456°       | 0.5224  | 1997     | 尼科尔森等人         |
| 24   | XXIII    | ° 天卫二十三 | （/ˈmɑːrɡərət/）   |      | ≈ 20                        | 0.0054            | 14345000      | 1694.8          | 51.455°        | 0.6608  | 2003     | 谢泼德和 朱维特      |
| 25   | XVIII    | ‡天卫十八    | （/ˈprɒspəroʊ/）   |      | ≈ 50                        | 0.085             | 16418000      | −1992.8         | 146.017°       | 0.4448  | 1999     | 霍尔曼等人           |
| 26   | XIX      | ‡天卫十九    | （/ˈsɛtɛbʌs/）     |      | ≈ 48                        | 0.075             | 17459000      | −2202.3         | 145.883°       | 0.5914  | 1999     | 卡沃拉尔斯等人       |
| 27   | XXIV     | ‡天卫二十四  | （/ˈfɜːrdənænd/）  |      | ≈ 20                        | 0.0054            | 20900000      | −2823.4         | 167.346°       | 0.3682  | 2003     | 霍尔曼等人           |

来源：美国国家航空航天局和国家太空科学数据中心，谢泼德等人的著作。新近发现的外圈不规则卫星以天然卫星星历服务的轨道数据最为准确。这些不规则卫星的轨道受到太阳的严重干扰。